# Olesicampe macellator
Olesicampe macellator är en stekelart som först beskrevs av Carl Peter Thunberg 1822.  Olesicampe macellator ingår i släktet Olesicampe och familjen brokparasitsteklar. Arten är reproducerande i Sverige. Inga underarter finns listade i Catalogue of Life.